# William Sidney Smith
William Sidney Smith (Westminster, Londres, 1764-París, 1840) fue un almirante británico de la Royal Navy y caballero comendador de la Orden del Baño (KCB). 
Sirvió en la Guerra de Independencia de los Estados Unidos y en las Guerras revolucionarias francesas.
Napoleón Bonaparte dijo de él: «Ese hombre me hizo perder mi destino».

## Biografía
Nació el 21 de junio de 1764 en Park Lane, Londres, en el seno de una familia de tradición militar y naval, con conexiones con la familia Pitt. Era el segundo hijo del capitán John Smith de los Guardias de Infantería y caballero ujier de la reina Charlotte, viuda de Jorge III del Reino Unido. Era nieto de Edward Smith, quien se había desempeñado como gobernador de Fort Charles en Kingston, Jamaica, y luchado a las órdenes de Wolfe en Quebec.
Sidney Smith estudió en la Tonbridge School hasta 1772 y en junio de 1777 se unió a la Royal Navy siendo asignado al transporte Tortoise, destacado a las costas de Norteamérica.

### América
Iniciada la guerra contra Estados Unidos, en enero de 1788 fue transferido al bergantín HMS Unicorn, con el que participó en septiembre de ese año en el combate con la fragata USS Raleigh. El 3 de mayo de 1779 el Unicorn destruyó tres fragatas francesas en Bahía de Cancale.

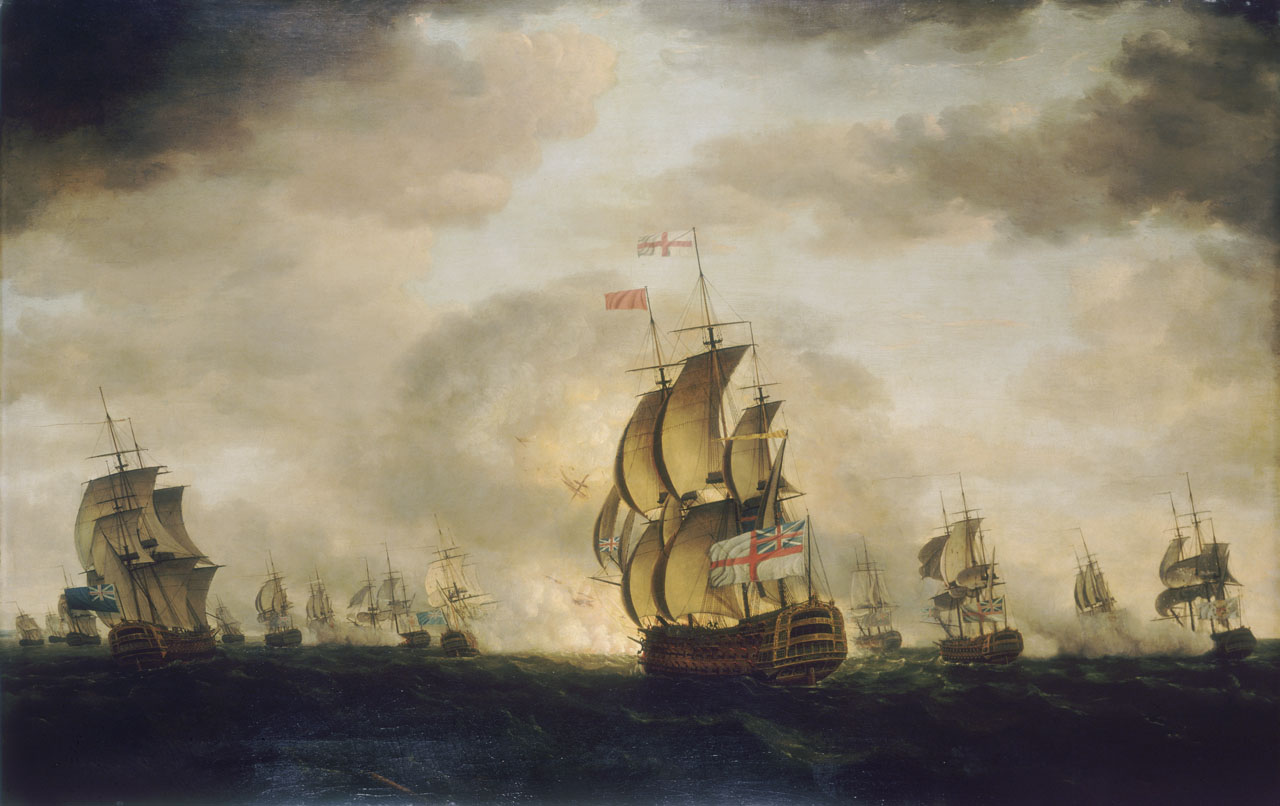
El HMS Sandwich en la batalla del cabo de San Vicente

Entre los meses de septiembre y noviembre de 1779 estuvo inscrito en la plantilla del HMS Arrogant, estacionado en Portsmouth, pero el 25 de noviembre fue transferido al HMS Sandwich, buque insignia de Sir George Brydges Rodney. En enero de 1780 participó bajo su mando en la acción cerca de cabo de San Vicente, y en las tres acciones con De Guichen (17 de abril y 15 y 19 de mayo de 1780). Por su valor, a pesar de estar bajo la edad requerida de diecinueve años, el 25 de septiembre de ese año fue promovido a teniente, sirviendo en el navío de 74 cañones HMS  Alcide.
Al mando del almirante Thomas Graves se distinguió en la batalla de la Bahía de Chesapeake (septiembre de 1781), participó de las operaciones en St. Kitts (enero de 1782) y luchó bajo el mando del almirante Rodney en la batalla de Saintes (abril de 1782). Su desempeño le permitió acceder en mayo de ese año a su primer comando, el sloop HMS Fury. 
En mayo de 1783 fue promovido a capitán de la fragata de 32 cañones HMS Alcmene, pero tras el Tratado de París (1783), fue desmovilizado y pasó a tierra con media paga.
Entre 1785 y 1786 Smith permaneció en Francia aprendiendo el lenguaje y familiarizándose con el país, efectuando por su cuenta tareas de inteligencia, observando la construcción de la nueva base naval en Cherburgo. En 1787 viajó a través de España a Marruecos, presentando a William Pitt un plan de operaciones contra ese país.

### Guerra ruso-sueca

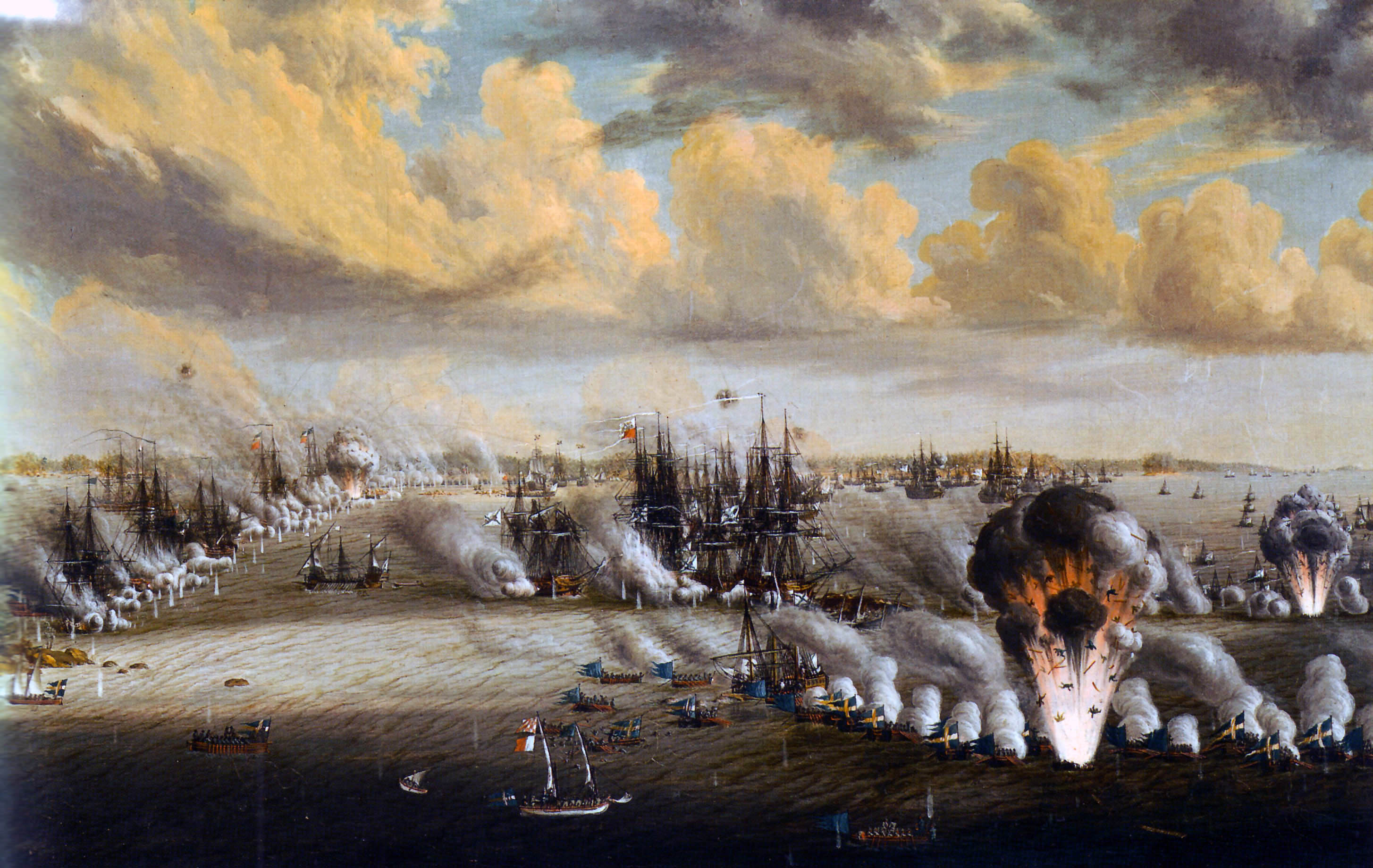
Batalla de Svensksund (Johan Tietrich Schoultz)

En 1790 solicitó autorización para servir en la Armada de Suecia en la guerra entre Suecia-Finlandia y Rusia. Aunque no recibió respuesta, decidió servir como voluntario. El rey Gustav III lo convirtió en asesor naval del comandante en jefe el Duque de Sudermania y le dio el mando de un escuadrón ligero de cerca de 100 naves, en su mayoría cañoneras. Smith lideró sus fuerzas en la batalla de Svensksund (1790). Los rusos perdieron 64 naves y tuvieron más de mil muertos, mientras que los suecos perdieron solo cuatro navíos. La victoria, que decidió el resultado de la guerra, hizo que el rey lo nombrara caballero y le otorgara la Kungliga Svärdsorden (Orden de la Espada). Smith usó el título con el permiso del rey británico George III, pero le valió el mote del «caballero sueco» por sus enemigos, a modo de burla.
Otros oficiales británicos también se habían alistado a media paga como Smith en el conflicto, en la armada rusa. La muerte de seis de ellos en la acción de Svensksund le ganó a Smith la enemistad de muchos oficiales navales de su país.

### Guerras con Francia

#### Tolón
En 1792 un hermano de Smith, John Spencer Smith, fue destinado a la embajada británica ante el Imperio Otomano y Smith viajó a Estambul, por lo que se encontraba en territorio turco (Esmirna) cuando estalló la guerra con la Francia revolucionaria en enero de 1793. Smith fletó un buque reclutando a su costa algunos marineros británicos y navegó para unirse a la flota del almirante Samuel Hood, quien había ocupado la principal base naval francesa en el Mediterráneo, el puerto de Tolón. 
Sin embargo, para cuando Smith arribó al puerto, en diciembre de 1793, las fuerzas revolucionarias atacaban a las fuerzas británicas y a sus aliados y se disponían a recuperar el puerto. Smith, quien servía como voluntario, recibió la misión de incendiar las naves capturadas y los almacenes franceses situados en la bahía antes de que fueran recuperados por el enemigo.
A pesar de sus esfuerzos no pudo destruir todos los buques y más de la mitad de los barcos franceses sobrevivieron y fueron recuperados por el enemigo. Aunque Smith había destruido más barcos franceses que en ninguna acción de su flota hasta esa fecha, Nelson y Cuthbert Collingwood, entre otros, lo culparon por el fracaso en destruirla en su totalidad.

#### Defensa del Canal
De regreso a Londres, Smith recibió el mando del navío de quinta categoría HMS Diamond y en 1795 se unió al Western Frigate Squadron, que bajo el mando de Sir John Borlase Warren contaba con algunos de los capitanes más hábiles y audaces de la flota, incluyendo a Edward Pellew. A la par de estos, Smith en una ocasión llevó su barco dentro del mismo puerto de Brest (bajo control enemigo) para observar la flota francesa.
En julio de 1795 comandó al escuadrón desde el HMS Diamond. Durante 1795 y 1796, al mando de una flotilla de pequeñas embarcaciones, demostró gran capacidad logrando capturar o destruir un gran número de embarcaciones francesas y logrando detener el comercio de cabotaje en su sector . Ocupó las Îles Saint-Marcouf cerca de Normandía, tras lo que sacrificó dos de sus cañoneras, HMS Badger y HMS Sandfly, para contar con materiales y hombres para fortificar las islas y montar una guarnición provisional. Las islas servirían como base avanzada en el bloqueo de Le Havre, y durante siete años permitiría a los británicos contar con una base para lanzar misiones de intercepción de buques costeros y para la recepción de emigrados franceses.

#### Prisión
El 19 de abril de 1796, él y su ayudante John Wesley Wright fueron capturados después de capturar un corsario francés en la bahía de Le Havre. Permaneció en la prisión del Temple en París bajo cargos por el incendio de la flota en Tolón, ya que encontrándose en situación de media paga no lo consideraban oficial combatiente y amenazaron en numerosas oportunidades con llevarlo a juicio como simple incendiario.
Durante dos años los esfuerzos por liberarlo fueron infructuosos. Incluso, cuando el capitán francés Jacques Bergeret fue capturado en abril de 1796 en la fragata Virginie, y enviado a París para negociar su propio intercambio el Directorio lo rechazó, por lo que por honor regresó al cautiverio en Londres. En 1798, un grupo de realistas dirigidos por el coronel Phélypeaux, un oficial de ingenieros en el antiguo ejército real de Francia, lo ayudaron a escapar a Le Havre, desde donde abordó un buque de pesca, siendo rescatado el 5 de mayo por el HMS Argo, arribando a Londres el día 8 de mayo de 1798. Bergeret fue entonces liberado por el gobierno británico considerando que en los hechos el intercambio de prisioneros se había consolidado.

#### En el Mediterráneo oriental. Defensa de Acre
Tras la victoria de Horatio Nelson en la batalla del Nilo, Smith fue enviado al Mediterráneo al mando del HMS Tigger, un navío de línea de 80 cañones capturado a los franceses, con instrucciones de ponerse a las órdenes del comandante en jefe del Mediterráneo, Lord St Vincent. Sin embargo, llevaba también una comisión de la Foreign Office para unirse como plenipotenciario a su hermano en Constantinopla. La misión tenía por objeto fortalecer la oposición turca a Napoleón y ayudar a los turcos en la destrucción del ejército francés varado en Egipto. La doble comisión tornaba compleja su situación respecto de los mandos en el Mediterráneo. 
St Vincent supuso que las intenciones de Lord Spencer eran asignar a Smith ulteriores operaciones sobre la costa egipcia por lo que no lo puso bajo las órdenes de Nelson y lo instruyó para tomar bajo su mando los barcos británicos que pudiera requerir en el Levante. Smith aprovechó la oportunidad para asumir los aires de un comandante independiente y se atribuyó a sí mismo la posición de comodoro. Este nombramiento causó el resentimiento de Nelson, quien después de St. Vincent era el oficial de más alto rango en el Mediterráneo. La antipatía de Nelson afectaría la reputación de Smith en los círculos navales.

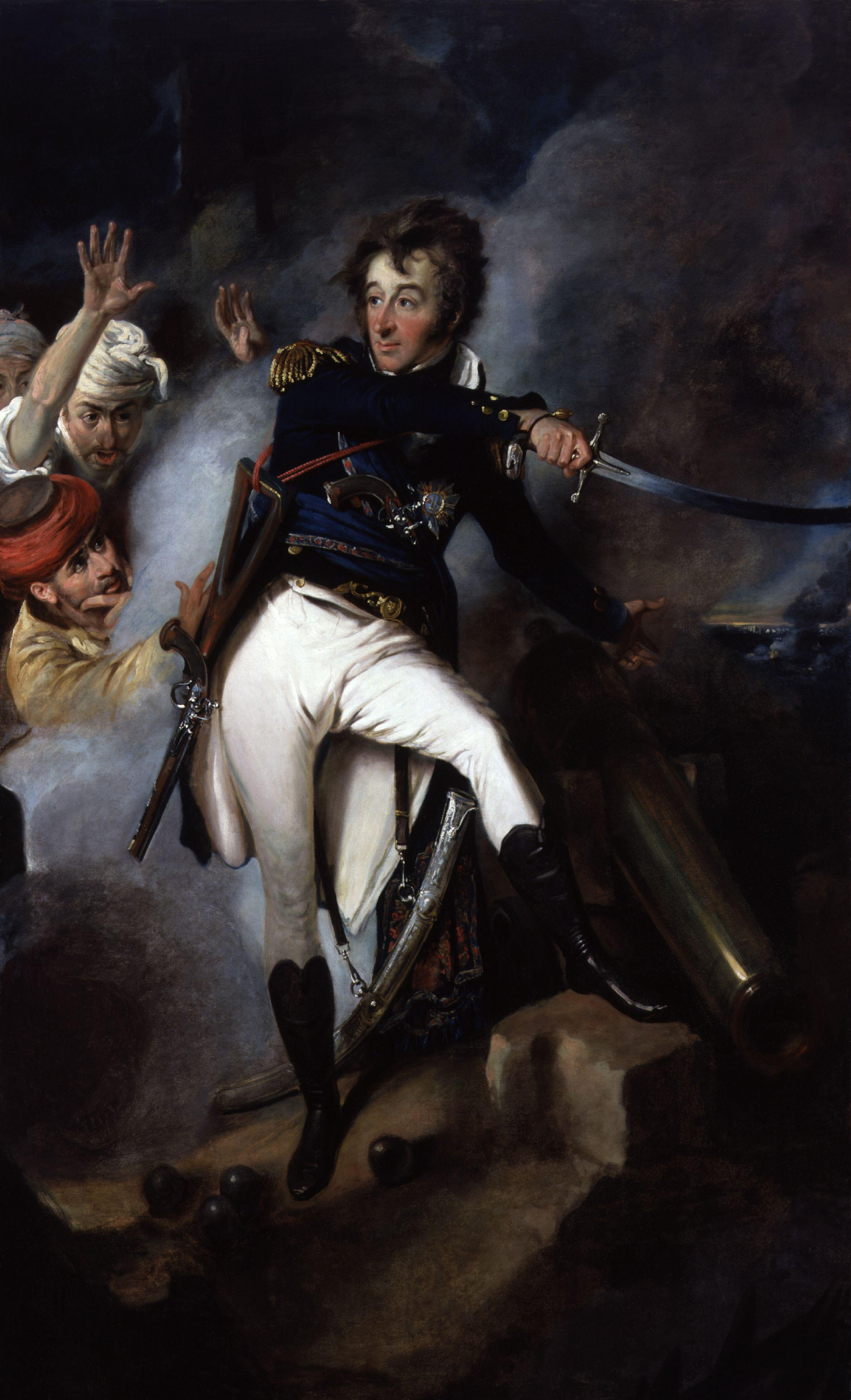
Smith durante el asedio de Acre

Napoleón, tras derrotar a los otomanos en Egipto, marchó al frente de 13000 hombres hacia el norte, siguiendo la costa del Mediterráneo en lo que era entonces la provincia otomana de Siria (actual territorio de Israel, Palestina, Siria y Líbano). Capturó Gaza y Jaffa, tras lo cual marchó sobre Acre.
El 3 de marzo de 1799 Smith se hizo cargo del mando de Alejandría y de inmediato envió al Theseus (capitán Miller) a Acre para ayudar al comandante otomano Jezzar Pasha a reforzar las defensas y los viejos muros, suministrándole artillería así como marineros e infantes de marina. El 15 se les unió a bordo del Tigger y el 18 de marzo de 1799 atacó y capturó ocho cañoneras francesas que transportaban la artillería de sitio enviada por los franceses desde Egipto. Los cañones permitieron reforzar las defensas de la plaza y con sus naves y las capturadas pudo impedir eficazmente por medio de fuego de artillería el uso de la carretera costera desde Jaffa.
Para llevar a cabo un asalto los franceses sólo contaron con cañones de campaña hasta que el 25 de abril pudieron pasar seis cañones pesados de Jaffa. Para entonces las defensas de la ciudad estaban preparadas. El 4 de mayo, después de seis semanas de trabajos, los franceses minaron las paredes planeando un ataque general para el 5 de mayo, pero esa misma noche los defensores la destruyeron obligando a posponer el ataque.
En la tarde del 7 de mayo arribaron los refuerzos turcos enviados desde Rodas, por lo que Bonaparte lanzó un ataque general antes de que pudieran desembarcar y sumarse a las defensas. Se luchó toda la noche y al amanecer los franceses habían tomado una torre. Smith, viendo que las naves turcas demoraban el desembarco, lanzó un contraataque con marineros armados de picas consiguiendo mantener la posición hasta que tras un día de combates los refuerzos finalmente se sumaron a la lucha, obligando a los franceses a replegarse. Doce días después, Napoleón debió retirar su ejército a Egipto y, finalmente, a Francia, eludiendo los buques británicos que patrullaban el Mediterráneo.
Excediendo sus atribuciones y contrariando las disposiciones que ordenaban no acordar condiciones que no incluyeran la rendición como prisioneros de guerra de las tropas francesas en Egipto, Smith acordó la rendición y la repatriación con armas, equipajes y efectos de las fuerzas remanentes francesas al mando del general Jean Baptiste Kléber, que serían transportadas a Francia a cargo del sultán y sus aliados. Smith firmó con ese objeto la Convención de El-Arish, tratado que debió ser rechazado por George Keith Elphinstone, 1° vizconde Keith, quien había sucedido a St. Vincent como comandante en jefe.
Así como en Acre alcanzó la cima de su popularidad, considerado ya antes impulsivo, cuestionado por su tendencia a no consultar o informar de sus planes, así como por su arrogancia, el acuerdo de al-Arish no mejoró precisamente la opinión de sus superiores y limitó definitivamente su carrera.
Al mando del Tigger, Smith participó de las operaciones de desembarco en Abukir del ejército al mando de Sir Ralph Abercromby y estuvo al frente del cuerpo de marineros. Derrotados los franceses en batalla, aunque a costa de la vida de Abercromby, obtuvieron similares condiciones a las negociadas oportunamente por Smith. Sin embargo, su impopularidad resultó en la pérdida de sus credenciales diplomáticas y de su posición como comodoro en el Mediterráneo oriental.

### Parlamentario

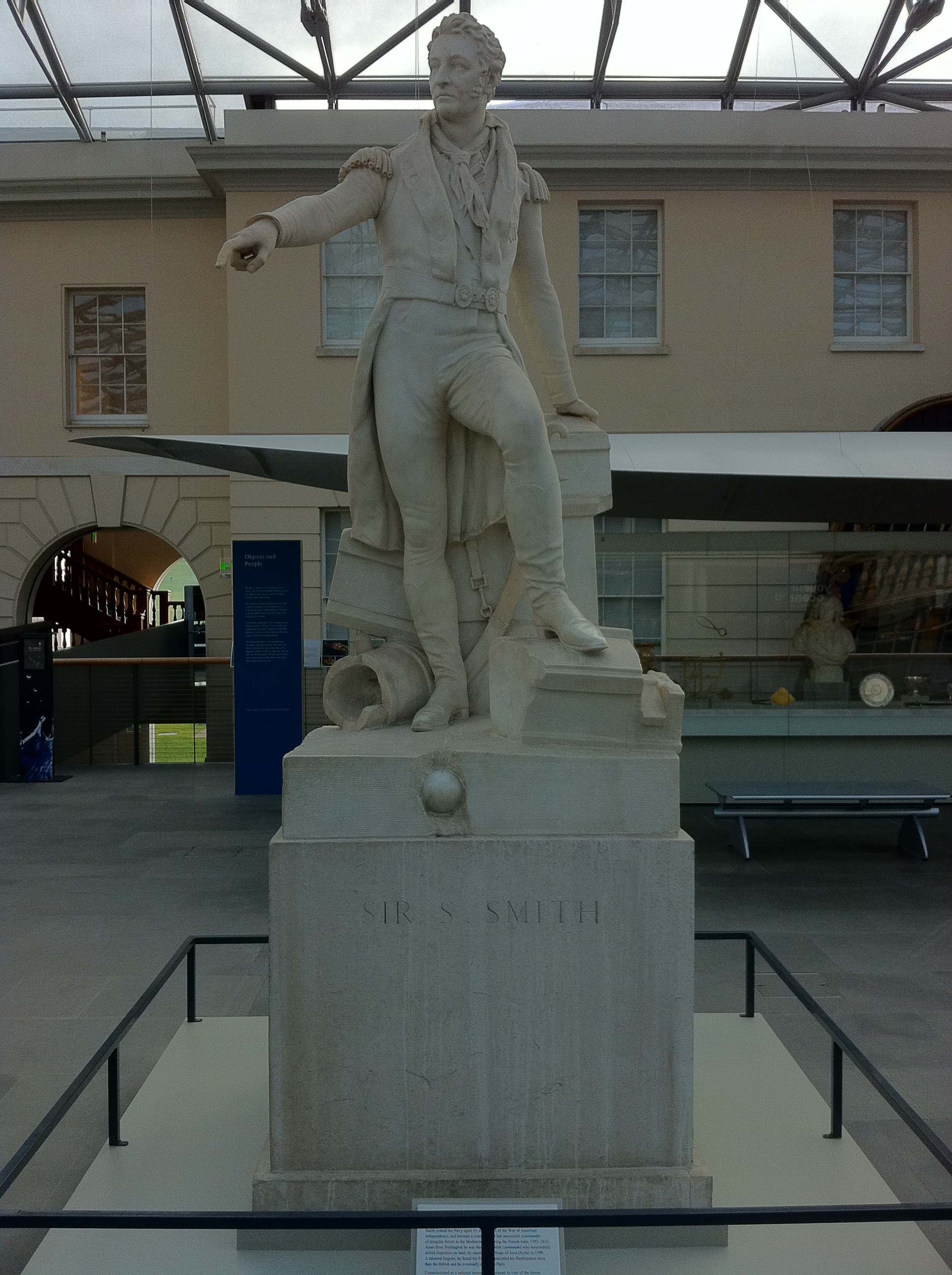
Estatua reconocida en 1842 como monumento nacional por el Parlamento. Actualmente en el National Maritime Museum

Después de la rendición de Alejandría (2 de septiembre de 1801), fue enviado de regreso con los despachos arribando a Londres el 10 de noviembre. En Inglaterra, su victoria en Acre lo había convertido en el segundo líder naval más popular, después de Nelson, aclamado por su victoria en la batalla de Copenhague. Por sus servicios recibió el agradecimiento del Parlamento y de la ciudad, así como una pensión de £1000 retroactiva en 1799.
Durante la vigencia de la Paz de Amiens, en 1802 Smith fue elegido miembro del Parlamento en representación de Rochester (Kent), con el apoyo de su amigo whig Denis O'Bryen, pese a lo cual se presentó como un apoyo independiente a la administración del ministro tory Henry Addington. Sin embargo, manifestó en los hechos su oposición en cuestiones navales. En su primer discurso del 2 de diciembre de 1802 deploró los sistemas de descarga en los astilleros navales y las medidas pacifistas impulsadas por Lord St Vincent, entonces Primer Lord, advirtiendo también que una invasión francesa llegaría a través de Holanda.
Hay fuertes evidencias de que tuvo un affair con la princesa Carolina de Brunswick, distanciada de su esposo el príncipe de Gales. Aunque ella quedó embarazada, tenía otros amantes (entre ellos George Canning y Thomas Lawrence), por lo que no necesariamente el niño era de Smith.

### Guerras Napoleónicas

#### Mar del Norte
Reiniciada la guerra on Francia en 1803, Smith fue destinado al mar del Norte, a cargo del sector entre las costas de Ostende y Flushing en previsión de un intento de invasión de Napoleón.
Entre 1804 y 1805, Smith trabajó con el inventor estadounidense Robert Fulton en el desarrollo de minas y torpedos que le permitieran destruir en los puertos franceses y belgas los buques reunidos por Francia para la invasión. También recibió la autorización del Almirantazgo para construir en Dover dos lanchas de desembarco tipo catamarán, prototipos con un diseño basado en las canoas de doble casco de las islas del Pacífico.
Sin embargo, el intento de utilizar las nuevas minas y torpedos, combinadas con cohetes a la Congreve, en un ataque nocturno contra la flota de invasión francesa en Boulogne-sur-Mer fue frustrado por el mal tiempo y la oportuna salida de los barcos de guerra franceses. El fracaso hizo afirmar a Lord Barham, Primer Lord del Amirantazgo en carta a Castlereagh de mayo de 1805, que a Smith era «mucho más seguro emplearlo bajo comando que en el comando». A pesar de este contratiempo, se planeó utilizarlos en un ataque contra la flota francesa y española en Cádiz, ataque que no sería necesario tras la batalla de Trafalgar (octubre de 1805).
Durante ese período, aunque se encontraba en servicio activo continuó actuando en la política británica. Tras quejarse en enero de 1804 ante Addington por no haber sido promovido, se abrió del ministerio y se unió a William Wyndham Grenville, Lord Grenville, cuya esposa era prima hermana de Smith, quien buscó su apoyo para promover el regreso de Pitt al poder, considerando a instancias del duque de Cumberland ofrecerle una baronía, que Addington le había negado. Para septiembre de 1804 se encontraba ya en las filas de Pitt, a quien en 1805 escribía desde Bath manifestando que lo apoyaría en la Cámara o «de cualquier manera que le resultaba factible» en el esfuerzo de guerra. El 8 de abril de 1805 votó en contra de la moción de censura impulsada por Lord Melville.

#### Segunda campaña en el Mediterráneo: Calabria
Los gastos de Smith en Dover habían superado en tal grado sus ingresos que en 1805 fue temporalmente llevado a prisión por deudas. 
En noviembre de 1805, Smith fue promovido al rango de contralmirante y en enero de 1806 izó su insignia en el Pompée , siendo enviado al Mediterráneo, bajo el mando de Collingwood, nuevo comandante en jefe tras la muerte de Nelson. Tras transportar suministros a la fortaleza de Gaeta y a las tropas que iniciaron la ocupación de Capri, Collingood lo destinó a asistir al rey Fernando I de las Dos Sicilias en la recuperación de su capital Nápoles en manos de José Bonaparte.
El rey de las Dos Sicilias lo designó comandante en jefe y virrey de Calabria. Smith planeó una campaña utilizando tropas irregulares de Calabria apoyando un ejército británico de 5000 hombres que marcharía desde el norte sobre Nápoles. El 4 de julio de 1806 derrotó a los franceses en la batalla de Maida pero pese al éxito, su enfrentamiento con el alto mando provocó su reemplazo: Collingwood opinaba que su cabeza estaba «llena de vapores extraños», que había sido enviado para torturarlo y que encontraba a Smith más molesto que a la flota francesa o española. Finalmente fue nombrado en su lugar Sir John Moore. Moore creía que Smith había sido simplemente una herramienta de la corte napolitana y abandonó sus planes, concentrándose en capturar Sicilia y convertirla en una fuerte base británica en el Mediterráneo.
Mientras Moore consideraba a Smith un insolente, su jefe del Estado Mayor, Sir Henry Edward Bunbury, 
reconocía que «la llegada del almirante y la energía de sus primeras actuaciones pronto produjeron un amplio efecto. Armas y municiones se trasladaron hasta las montañas de Calabria; los destacamentos enemigos fueron expulsados de las costas, y algunos de los puntos más fuertes fueron ocupados y fortificados por los insurgentes y partidas de infantes de marina y marineros británicos. El almirante desplegó sus barcos y pequeñas embarcaciones a lo largo de las costas, desde Escila a la bahía de Nápoles, tomó la isla de Capri, amenazó Salerno y Policastro; difundió por el interior sus proclamas como "comandante en jefe en nombre del rey Fernando" y la insurrección pronto se extendió por toda la Basilicata y las dos Calabrias, aunque las bandas actuaron en general con poco concierto o fuerza colectiva».
No obstante, Bunbury admitía que Smith «era entusiasta, siempre anhelando una distinción, activo, pero inconexo en sus opiniones y extravagantemente vano; audaz, de rápida visión y fértil en aquellos recursos que convienen a un líder partidista; pero carecía de profundidad de juicio y de constancia en otro propósito que el de persuadir a la humanidad, ya que estaba plenamente convencido de sí mismo, de que Sidney Smith era el más brillante de los caballeros. Era generoso y tan agradable como se supone puede ser un hombre que siempre está hablando de sí mismo».
Mientras se encontraba en campaña, en Londres la oposición presionaba por considerar vacante su banca. Incapaz Lord Granville de protegerlo, Smith intentó que fuera ocupada por su agente O'Bryen, pero el Tesoro bloqueó la maniobra. 
En las nuevas elecciones, aunque ausente, fue nuevamente nominado por Rochester con la bendición de Grenville; pero esta vez después de una amarga lucha en la que Smith fue tratado con oprobio, fue derrotado, en lo que sería el fin de su carrera parlamentaria. En 1806 Granville intentó convertirlo en cónsul general ante los Estados de Berbería, pero no tuvo éxito.

#### Campaña de Duckworth a Constantinopla
En febrero de 1807 Smith recibió órdenes de unirse a la expedición a Constantinopla que al mando del almirante Sir John Thomas Duckworth pretendía impedir una alianza de los franceses con los turcos que permitiría el libre paso de su ejército a Egipto. A pesar de la gran experiencia de Smith en aguas turcas, así como su conocimiento de la corte turca, se le mantuvo en un papel subordinado e incluso cuando Duckworth finalmente solicitó su consejo lo desechó. Finalmente, antes que permitir a Smith negociar con los turcos, lo que según afirmaría el embajador francés habría sido el final de las propuestas francesas, Duckworth se retiró a través de la Dardanelos bajo el intenso fuego de las baterías turcas, lo que fue considerado una hazaña heroica pero, derrota al fin, en el verano de 1807 tanto Duckworth como Smith fueron llamados de regreso a Inglaterra.

#### Traslado de la corte portuguesa a Brasil

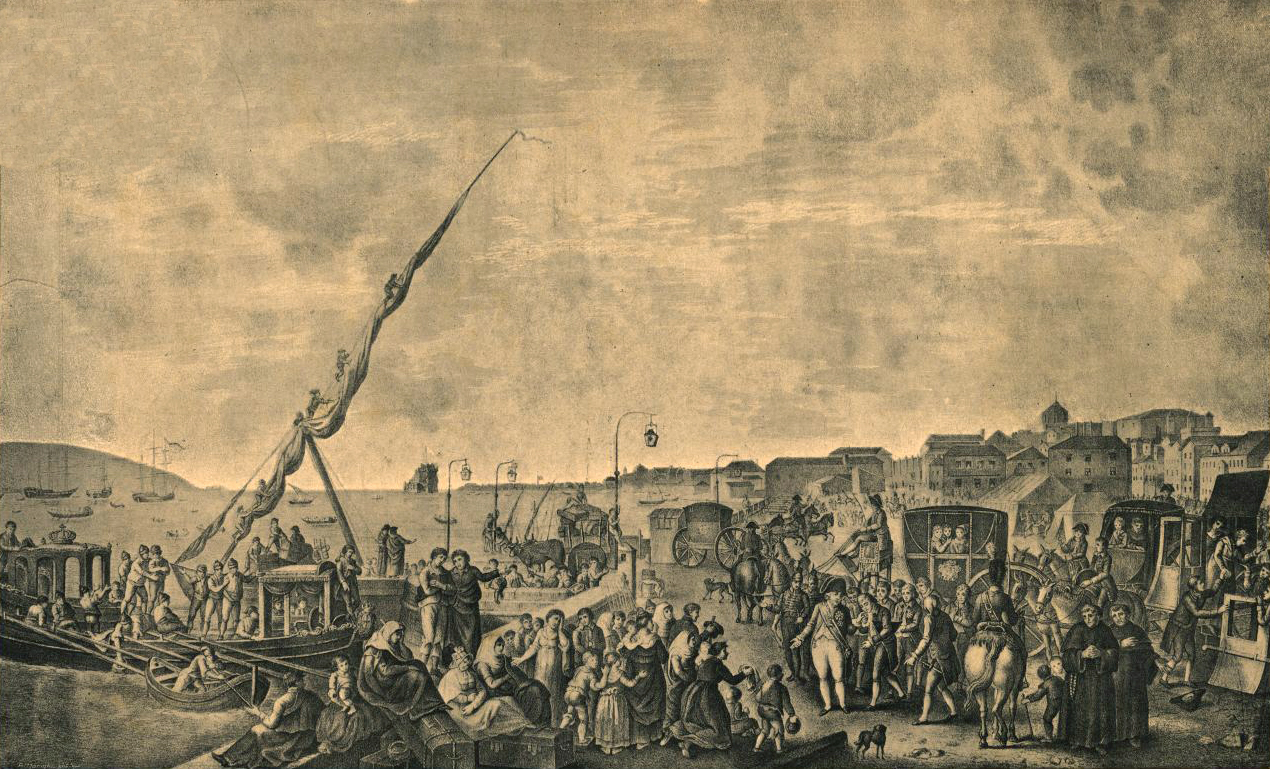
Embarque de la Corte de Portugal en el puerto de Lisboa el 29 de noviembre de 1807.

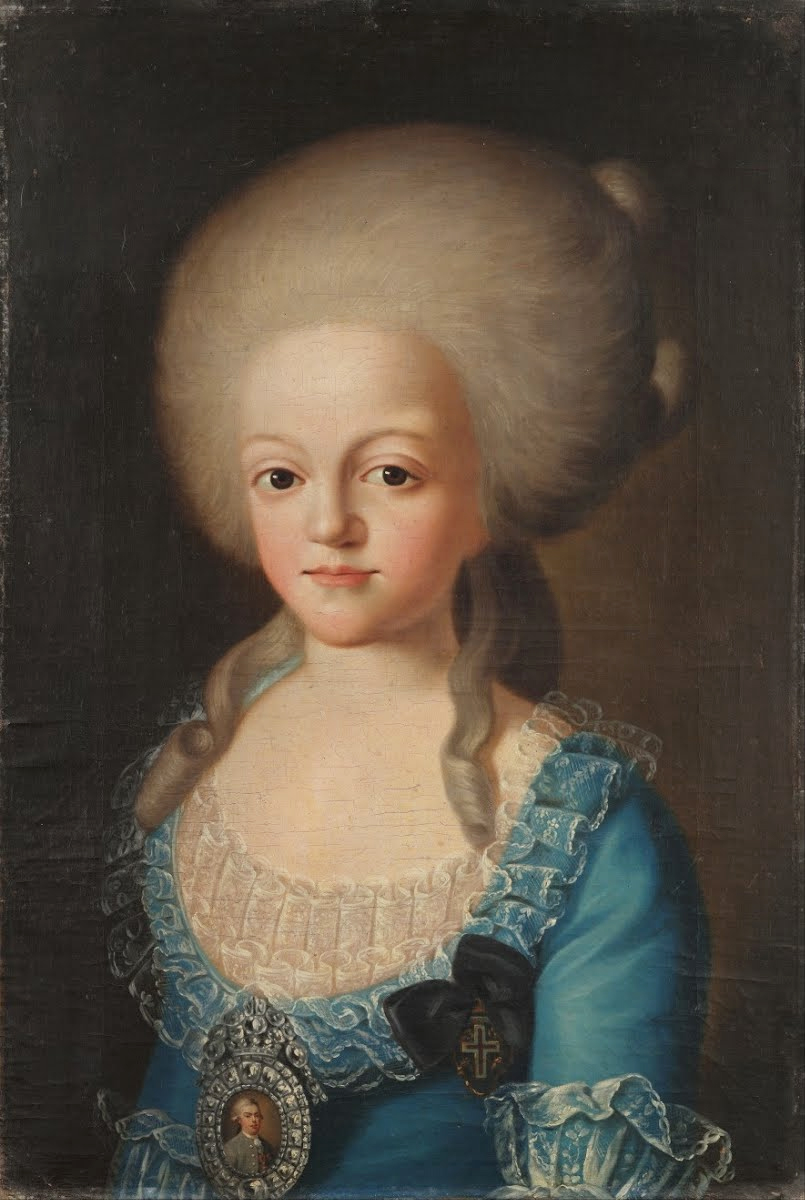
Carlota Joaquina de Borbón.

En octubre de 1807, España y Francia firmaron el Tratado de Fontainebleau (1807) por el que se dividían Portugal. En noviembre, Smith, con su buque insignia HMS Hibernia, fue puesto al frente de una expedición a Lisboa para apoyar la resistencia portuguesa y, de no ser factible, evitar la captura de su flota. Smith dispuso la partida de la armada y de la corte portuguesa a Río de Janeiro, Brasil. 
Allí fue condecorado por Juan VI de Portugal con la Gran Cruz de la Orden de la Torre y de la Espada.
En Brasil se vio envuelto en los planes para atacar las colonias españolas en Sudamérica y tras la renuncia de Carlos IV y la captura de Fernando VII de España, en el apoyo a los planes de la infanta Carlota Joaquina de Borbón, hermana de Fernando VII y esposa y princesa consorte del príncipe regente Juan de Portugal, en convertirse en regente de la América Española. Su firme apoyo a los planes de la Infanta lo llevarían a enfrentarse duramente con el embajador de su país, Lord Strangford, por lo que en 1809 fue llamado de regreso a Gran Bretaña, donde aunque convertido en un héroe popular, continuó siendo tratado con suspicacia por el gobierno. Aunque se lo reconocía como un oficial valiente, ingenioso y bien informado, su insubordinación jactancia le enajenaba el apoyo de sus superiores.
En 1810 solicitó a Spencer Perceval su nombramiento como gobernador de Malta y, al serle denegado, el título de caballero, de par irlandés y finalmente un título de nobleza inglés. Nada de esto le fue otorgado y finalmente Smith fue promovido a vicealmirante el 31 de julio de 1810, no tanto como reconocimiento a sus servicios sino sobre la base de su antigüedad en el servicio. 
Cuando Sir Roger Curtis escribe acerca de Smith al nuevo secretario del Almirantazgo John Wilson Croker le advierte «Cuídese de los Héroes, cuanto más lo conoce, peor pensará de ellos». 
En octubre de ese año casó con Caroline Rumbold, viuda del diplomático Sir George Berriman Rumbold.

#### Bloqueo de Tolón. Cuestión de la piratería berberisca. Waterloo
En 1811 solicitó sin éxito ser promovido a general de marines. Sí obtuvo en cambio la restitución de £7375 por gastos pasados y, pese a la opinión general en la fuerza, en julio de 1812 Croker lo envió al Mediterráneo como segundo al mando del vicealmirante Sir Edward Pellew, 1° Viscount Exmouth, en el bloqueo de Tolón. Partió a su destino a bordo del navío de 74 cañones HMS Tremendous. Tras transferir su insignia al navío de 110 cañones Hibernia, permaneció bloqueando la plaza hasta la abdicación de Napoleón en abril de 1814.
La opinión de Pellew no sería diferente a la de sus anteriores mandos: en su correspondencia diría que lo encontró «tan irresponsable y desconsiderado como siempre».
Tras su regreso, Smith intervino a favor de hacer frente a los piratas berberiscos, quienes habían operado por siglos desde el norte de África capturando marineros y efetuando redadas para secuestrar personas en las costas europeas. 
A esos efectos, asistió al Congreso de Viena para solicitar fondos y una acción militar que permitiera poner fin a la práctica de la toma de esclavos.
En 1814 repitió su solicitud de un título de nobleza ante Robert Jenkinson, Lord Liverpool, y por medio de un memorial elevado al Príncipe Regente, nuevamente sin éxito.
En marzo de 1815, Napoleón escapó de Elba y al frente de sus veteranos marchó sobre París. Smith viajó de regreso pero en junio recién se encontraba en Bruselas. Al escuchar la artillería marchó al encuentro de Wellington, alcanzando a reunirse con él al finalizar la jornada de Waterloo. 
En sus palabras «aunque no pude tomar parte de la diversión, tuve la satisfacción sincera de ser el primer inglés que no estaba en la batalla que estrechó su mano».
De inmediato se ocupó de la atención de los numerosos soldados heridos en ambos bandos hasta que recibió el encargo de recibir la rendición de las guarniciones francesas en Arras y Amiens e intentar asegurar la entrada sin lucha de los ejércitos aliados en París y asegurar el regreso de Luis XVIII de Francia. Por estos servicios finalmente le fue concedido el título de caballero comendador de la Orden del Baño (KCB) que le fue entregado por Wellington el 29 de diciembre de 1815.

### Últimos años

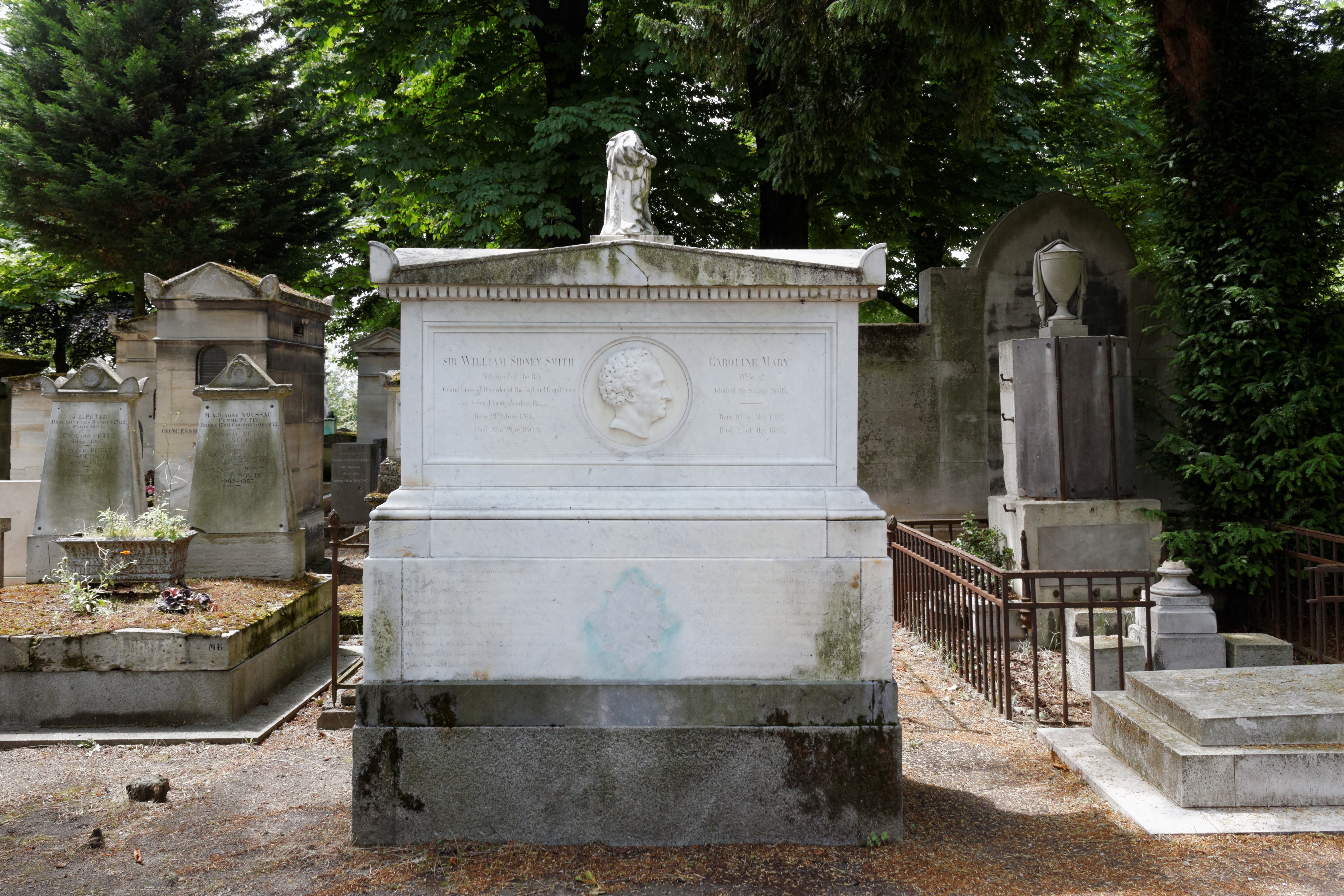
Tumba de Sir Sidney Smith y su esposa en el cementerio Père Lachaise, París

Los gastos en que incurrió para mantener su estilo de vida, los realizados en su campaña en contra de la trata de esclavos e incluso en gestiones diplomáticas, gastos que el gobierno británico demoró en reembolsar, hicieron que acumulara importantes deudas, llegando a perder su pequeña finca en Norfolk. En 1815 se vio obligado a mudarse a París con su familia para evitar la prisión. Finalmente, en 1818 el gobierno le reembolsó sus gastos en servicio y aumentó su pensión, lo que le permitió mejorar su situación. 
Smith continuó procurando un nuevo comando o un puesto en el gobierno. En las elecciones de 1818 Charles Williams Wynn promovió su candidatura al Parlamento por Westminster (Londres), pero fue finalmente Sir Murray Maxwell quien compitió y obtuvo la banca.
El 19 de julio de 1821 fue promovido a almirante. En París formó y se autonombró presidente de la orden ficticia de los «Caballeros Libertadores» para promover la liberación de esclavos cristianos en manos de los piratas norteafricanos, cuyos esfuerzos nunca pasaron de la correspondencia. El 4 de julio de 1838 fue hecho Gran Caballero de la Orden del Baño (GCB).
Nunca obtuvo el reconocimiento que creía merecer. William Wilberforce afirmaba que Smith había sido «escandalósamente usado» pero la mayoría no pensaba igual e incluso John Wilson Croker opinó de Smith que era «puro humo». Murió el 26 de mayo de 1840 a raíz de una apoplejía. Está enterrado junto a su esposa en el cementerio del Père-Lachaise, en París.

### Homenajes
El 7 de abril de 1801 la ciudad de Sidney, en el Condado de Delaware (Nueva York), recibió ese nombre en su honor. In June 1811 he was elected a Fellow of the Royal Society.
Sidney Smith inspiró en tanto modelo de heroísmo militar la novela histórica Thaddeus of Warsaw escrita en 1803 por Jane Porter (1776-1850), quien se basó tanto en la prensa de la época como en el conocimiento personal del militar y de su familia.